# Praça da Saudade
A Praça 5 de Setembro, mais conhecida como Praça da Saudade, é um espaço público localizado no Centro Histórico do município de Manaus, no Brasil. É considerada uma das praças mais antigas da cidade.
A praça possui aproximadamente 12,6 mil metros quadrados. Limita-se com a avenida Epaminondas e ruas Ramos Ferreira, Ferreira Pena e Simão Bolívar, localizando-se em pleno Centro Histórico da capital amazonense.

## Histórico

### Monumento
Outro fato ligado a praça diz respeito à construção do monumento em homenagem a Tenreiro Aranha. A construção do monumento foi proposta pelo vereador Silvério Nery, em 11 de maio de 1883, sendo presidente da província, José Lustosa da Cunha Paranaguá. O nome oficial da Praça 5 de Setembro, foi constituído em homenagem a data da Elevação do Amazonas à categoria de Província, uma homenagem também a Tenreiro Aranha que lutou pela emancipação do Grão-Pará.

### Reforma
A revitalização da Praça da Saudade teve início em 2008, mas só em junho de 2009 suas obras foram intensificadas. A restauração faz parte de um convênio firmado entre a Prefeitura de Manaus e a Superintendência da Zona Franca de Manaus. No total, foram investidos aproximadamente R$ 2,5 milhões de reais para recuperar a área total da praça.
No dia 30 de abril de 2010, a Praça da Saudade foi reinaugurada. O local passou por ampla reforma. Espaços históricos foram recuperados, constituindo atualmente uma das mais belas praças de Manaus.